# Snældansfjall
Snældansfjall är ett berg i Färöarna (Kungariket Danmark).   Det ligger i sýslan Vága sýsla, i den nordvästra delen av landet, 30 km väster om huvudstaden Tórshavn. Toppen på Snældansfjall är 284 meter över havet. Snældansfjall ligger på ön Vágar.
Terrängen runt Snældansfjall är kuperad. Havet är nära Snældansfjall västerut. Runt Snældansfjall är det glesbefolkat, med 16 invånare per kvadratkilometer. Närmaste större samhälle är Vestmanna, 11,0 km nordost om Snældansfjall. Trakten runt Snældansfjall består i huvudsak av gräsmarker.